# Safety Last!
Safety Last! (hrv. Sigurnost na posljednjem mjestu!) američka je nijema komedija iz 1923. koju su režirali Fred C. Newmeyer i Sam Taylor. Glavnu ulogu tumači Harold Lloyd kao mladić iz ruralnog područja koji se teško snalazi u skupom velegradu, pa odluči silom prilika prihvatiti ponudu popeti se na vrh zgrade radi promidžbe jedne robne kuće. Reputacija filma je porasla te se danas smatra jednim od klasika kinematografije, dok je prizor u kojem Lloyd visi na kazaljci za sat najprepoznatljiviji u karijeri komičara.
Danas se nalazi na popisu 250 najboljih filmova na siteu Internet Movie Databaseu, a Američki filmski institut stavio ga je na 97. mjesto na listi 100 godina AFI-ja... 100 uzbuđenja.

## Radnja
Jedan mladić napušta svoj maleni gradić kako bi se pokušao probiti u jednom velegradu. Tamo jedva spaja kraj s krajem, stalno izbjegava stanodavca kako bi time i izbjegao platiti stanarinu te radi kao obični prodavač u jednoj robnoj kući. Međutim, kako ne bi razočarao svoju djevojku, stalno joj piše pisma s preuveličanim pričama o svojem nevjerojatnom uspjehu i karijeri menadžera, kao i poklone koje ne može doista priuštiti. Djevojka na kraju postane znatiželjna pa i sama napušta gradić kako bi ga posjetila i vidjela u kakvom je sjajnom stanju. 
Mladić, prestrašen njenim dolaskom, smišlja razne smicalice kako bi ona pomislila da je on na visokoj poziciji u robnoj kući. Očajan, on prečuje stvarnog upravitelja kako bi dao 1.000 $ svakome tko uspije privući masu ljudi u njihovu zgradu. Mladić se sjeti svojeg prijatelja koji zna penjati se po zgradama, pa ga odluči upotrijebiti kao atrakciju te podijeliti nagradu s njim. Međutim, zbog nesporazuma jedan policajac proganja tog prijatelja, te stoga mladić mora osobno krenuti penjati se po zidinama zgrade, ispred znatiželjne gomile. Nailazi na hrpu prepreka, kao što su gladni golubovi, te se uhvati na kazaljku za sat kako ne bi spao. Na kraju se uspije popeti na krov zgrade te poljubi djevojku.

## Uloge
- Harold Lloyd - Mladić
- Mildred Davis - Djevojka
- Bill Strother - Prijatelj
- Noah Young - Policajac
- Westcott Clarke - G. Stubbs

## Vanjske poveznice
|  | Zajednički poslužitelj ima još gradiva o temi Safety Last! |